# Productiviteitsparadox
De productiviteitsparadox is de kennelijke tegenstrijdigheid tussen zeer vergaande investeringen in de informatietechnologie en de relatief lage metingen van productiviteit in de nationale economie.

## Kenmerken
De laatste jaren wordt er door bedrijven veel geld geïnvesteerd in de informatietechnologie. Hoewel deze uitgaven hebben gezorgd voor een drastische verandering van bedrijfsprocessen, rijst de vraag of de IT-investeringen ook daadwerkelijk zorgen voor hogere lonen en output. Zoals de econoom Robert Solow al zei: “we see computers everywhere except in the productivity statistics.” (Brynjolfsson 1993, 67) 

## Verklaringen
Economen zijn tot verschillende mogelijke verklaringen voor de schijnbare paradox gekomen. Deze verklaringen kunnen worden verdeeld in drie groepen, te weten:
- Inkomsten uit de IT zijn niet waarneembaar door verliezen in andere gebieden.
- Opbrengsten als gevolg van de toegenomen informatietechnologie zijn onmerkbaar door de hoge kosten of verliezen die de IT met zich meebrengt.
- Data- en analyseproblemen verbergen de inkomsten die voortvloeien uit de informatietechnologie.

De productiviteitsparadox kan worden verklaard doordat opbrengsten uit de informatietechnologie in bepaalde delen van de economie worden gecompenseerd door verliezen in andere gebieden. Zo zouden investeringen in IT het marktaandeel van een bepaald bedrijf kunnen vergroten, ten koste van het marktaandeel van andere organisaties. Dit verschijnsel kan, naast het optreden tussen ondernemingen, ook optreden binnen organisaties. 
Een andere verklaring voor de paradox zou kunnen zijn dat opbrengsten uit investeringen in informatietechnologie niet waarneembaar zijn door hoge kosten of verliezen die deze investeringen met zich meebrengen. Om te bepalen of een nieuw IT-systeem de productiviteit verhoogt, moet niet alleen worden gekeken naar de veranderingen in output die het nieuwe systeem met zich meebrengt, maar ook naar veranderingen in input. Bij deze input moet gedacht worden aan directe en indirecte arbeid om het nieuwe informatiesysteem te ontwikkelen en om met het systeem te werken, maar ook aan andere kosten om het systeem te onderhouden. 
Een derde mogelijkheid voor de schijnbare tegenstelling tussen investeringen in informatietechnologie en de lage metingen van productiviteit, zijn problemen met data en analyse. (Stratopoulos en Dehning 2000, 113) Zo is het voor een fabricageproces vrij eenvoudig om input en output te meten, maar voor dienstverlenende bedrijven is het een stuk moeilijker om dit te bepalen. Daarnaast duurt het soms vrij lang om de voordelen van nieuwe technologieën ten volle te benutten. Zo kan de productiviteit in de beginperiode van nieuwe technologieën dalen, om vervolgens weer te stijgen.

## Problemen
De problemen hebben niet zozeer te maken met de technologieën, maar met de administratie van informatietechnologie. Het is voor bedrijven belangrijk te weten of investeringen in IT hun eigen productiviteit verhogen, en niet of deze investeringen de productiviteit van de economie als geheel verbeteren. Er zijn mensen die vinden dat de productiviteitsparadox niet meer ter sprake zou moeten komen, aangezien men nu bereid is de oorzaken van de paradox aan te wijzen. Ook zijn er mensen die vinden dat de schijnbare tegenstelling nog steeds betekenis heeft, omdat informatietechnologie tot nu toe alleen de productiviteit van bedrijven en industrieën heeft verbeterd en de productiviteit van een nationale economie als geheel niet.  